# The Skeleton Dance
The Skeleton Dance is een korte animatiefilm uit 1929, geregisseerd door Walt Disney en geanimeerd door Ub Iwerks. Het was de eerste tekenfilm in de Silly Symphonies-serie. Het idea voor de film kwam van componist Carl Stalling die het aan Disney voorlegde. Hoewel bioscopen eerst terughoudend waren om de film te vertonen, werd het uiteindelijk een grote hit bij het publiek en recensenten. In 1937 maakte Iwerks een herbewerking van de tekenfilm in kleur genaamd Skeleton Frolics, deze werd echter niet door Disney maar Columbia Pictures geproduceerd. In 1994 werd het opgenomen in een lijst van de 50 beste tekenfilms allertijden samengesteld door professionele animators. Op 1 januari 2025 vielen de rechten van de tekenfilm in het publiek domein.

## Plot
Wanneer de klok middernacht slaat, komen vier skeletten naar buiten om te dansen en muziek te maken.